# Râul Cacova, Govora
Râul Cacova este un curs de apă, aflat în județul Vâlcea, afluent de stânga al râului Govora, care este un afluent de dreapta al râului Olt.

## Generalități
Râul Cacova nu are afluenți semnificativi.

## Hărți
- Harta județului Vâlcea - Județul Vâlcea